# Heiliggeisthaus (Köln)

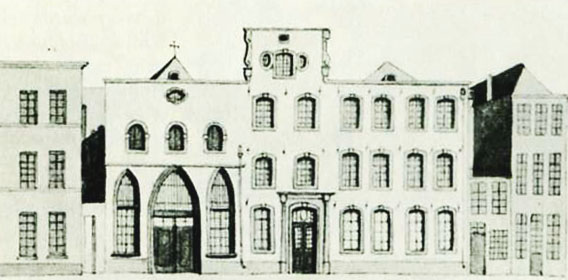
Das Heiliggeisthaus am Domhof vor 1840, rechts daneben die Hacht

Das Heiliggeisthaus (auch „Hospital Geisthaus“) war im mittelalterlichen Köln ein Hospital und Armenherberge und lag am Domhof neben der Hacht auf der heutigen Domplatte.

## Entstehung

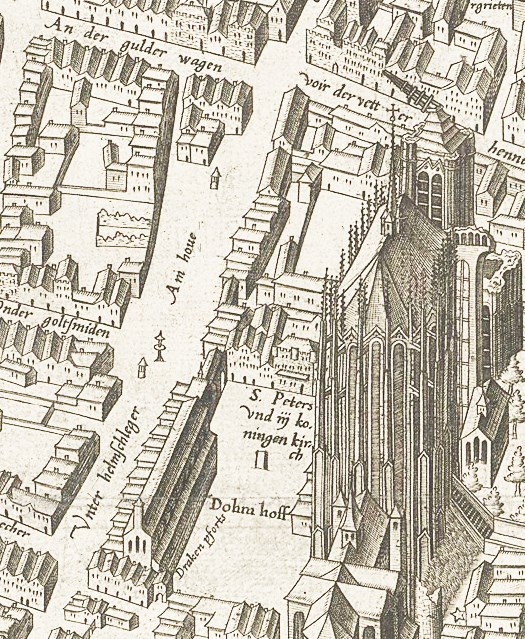
Arnold Mercator – Kölner Stadtansicht von 1570, Ausschnitt: südliches Domvorfeld

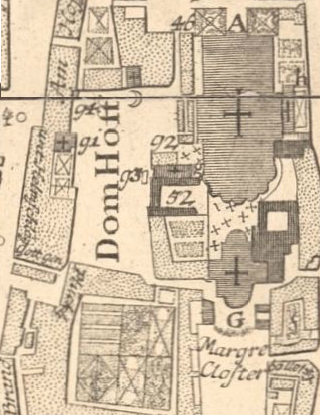
Johann Valentin Reinhardt – Kölner Stadtplan von 1752, Domhof (S ↔ N). Legende:
A – Metropolitana (Domchor)
G – St. Maria ad Gradus
g – St. Johann Evangelist
– Heiliggeisthaus
52 – Seminarium (früher:
Linneper Hof)
91 – Official-Gericht
92 – Hoch gericht
93 – Blauer Stein
94 – Hacht

Das Heiliggeisthaus (lateinisch „domus Spiritus sancto“) hieß im mittelalterlichen Kölsch „heilgen Geystzhuyss upme doymhoue“ und befand sich demnach auf dem Domhof, der auf Lateinisch „in curia Coloniensi“ hieß. Seinen Namen bekam es vom Heiligen Geist als „Vater der Armen“. Es wird um 1056 erstmals erwähnt und unterstand wahrscheinlich dem Domstift. Die älteste Institution organisierter Armenfürsorge ist möglicherweise identisch mit dem Hospital, das Erzbischof Anno II. nach 1056 erbauen ließ und darin ein Xenodochium gegründet hatte. Erste urkundliche Erwähnung fand es in einer Schreinskarte aus der Zeit um 1170. Vom Hospital ist das älteste bekannte Siegel (zwischen 1267 und 1281) eines sozialen Instituts überliefert. Seit dem Jahre 1305 fungierte es als eine zentrale Almosenverteilungsstelle, die lediglich den Hausarmen ein Almosen gewährte. Hausarme waren Arme, „die im Hause unterstützt werden“. Auf Arnold Mercators Kölner Stadtansicht von 1570 ist das Hospital auf der Südseite des Domes im westlichen Teil des Domhofs („Dohm Hoff“) deutlich zu erkennen.

## Funktionen
Das Heiliggeisthaus übernahm bereits im 12. Jahrhundert die Aufgabe der städtischen Armenfürsorge. Träger dieser Sozialeinrichtung war eine Bruderschaft, offensichtlich die erste mit dem Heiligen Geist als Schutzherrn, deren kirchlicher Bezug nicht zu übersehen ist. Ab 1310 verliert diese Bruderschaft im Gegensatz zur Einrichtung an Bedeutung. Die hohe Zahl der Spendenempfänger lässt darauf schließen, dass dem Heiliggeisthaus verhältnismäßig große Mittel zur Verfügung standen. Von den gestifteten Barbeträgen wurden vielfach Häuser und Land erworben, um mit den Renten die Versorgung zu sichern oder aber Haus- und Getreiderenten zu kaufen. Bereits 1254 wird davon gesprochen, dass dort viele Arme („armer lude“) und Kranke zusammenströmten, zumal das Haus für die ganze Stadt zuständig war. Spenden gab es auch durch Erbschaften, denn die freiherrlichen Domkanoniker pflegten das Heiliggeisthaus testamentarisch zu bedenken. Am 4. Mai 1308 schenkten die Söhne des verstorbenen Hermann, genannt Albus, dem Hospital zwei Holzhäuser unter einem Dach (Reihenhäuser) in der Großen Spitzengasse. Allein zwischen 1310 und 1350 gab es 38 Testamente mit näheren Verfügungen, von denen 26 Legate an Hospitäler aussetzten, 24 an Arme. Von diesen 24 bedachten zwölf ausschließlich das Heiliggeisthaus. Es besaß eine eigene Bäckerei und Brauerei und stellte die wichtigste Einrichtung der städtischen Armenpflege für Arme und Kranke dar. In einer Urkunde vom 18. April 1455 werden Johann vom Hirtz (Hirtze, Hyrtz), Martin Münch (Moenich) und Henken Hep als Provisoren erwähnt. Zwischen 1563 und 1588 war das Heilig-Geist-Haus der größte geistliche Rentengläubiger der Stadt Köln. Im Rahmen einer Stiftung durch Elisabeth von Krebs kam das Armenhaus 1614 in den Besitz des Schiffhofs zu Höningen.

## Baubeschreibung
Auf der Ostansicht ist der von zwei hohen Spitzbogenfenstern flankierte Eingang mit Spitzbogentor zu erkennen, der zu einem oberen Stockwerk mit drei kleinen Rundbogenfenstern führt. Das kleine Giebeldach wird von einem Kreuz über der Kapelle gekrönt. Im Jahre 1463 brannten Kapelle und Hospital nieder und wurden noch vor 1478 wiederaufgebaut. Rechts vom Hospital ist die Hacht zu erkennen, links daneben das Gasthaus. Hinter dem Hospital befand sich das Haus des Heilig-Geist-Hausmeisters. Auf dem Kölner Stadtplan von 1752 des Johann Valentin Reinhardt erkennt man die Lage des Hospitals im westlichen Teil des Domhofs („Dom Hoff“), gekennzeichnet mit einem Halbmond ().

## Schicksal des Hauses
Während der Säkularisation in der Franzosenzeit wurde die Verwaltung der wichtigsten Zentralstelle des reichsstädtischen Armenwesens durch Beschluss des Präfekten vom 17. Januar 1802 dem Wohltätigkeitsbüro des Armenhauses übertragen und am 23. September 1802 sein Status aufgehoben. Es wurde um 1840 veräußert und musste vor 1845 dem Bau des Dom-Hotels (Eröffnung am 28. November 1857) weichen.